# Theo Smit
Theo Smit (* 5. April 1951 in Amsterdam; † 20. Juli 2023 in Zwanenburg) war ein niederländischer Radrennfahrer.

## Sportliche Laufbahn
Im Alter von 18 Jahren beantragte Theo Smit eine Amateurlizenz. 1974 unterzeichnete er seinen ersten Profivertrag mit dem Team Frisol. Im Jahr darauf gewann er zwei Etappen der Tour de France und ließ dabei prominente Fahrer wie Rik Van Linden und Eddy Merckx hinter sich. 1976 entschied er zwei Etappen der Vuelta a España und vier Etappen der Valencia-Rundfahrt für sich.
Auf der Bahn wurde Smit drei Mal niederländischer Meister und wurde als Pionier des Keirinrennens bekannt. 1988 beendete er seine aktive Laufbahn, nachdem er in den letzten Jahren hauptsächlich bei Eintagesrennen in den Niederlanden und auf der Bahn gestartet war.

## Berufliches
Nach seiner aktiven Karriere blieb Theo Smit, Spitznamen „De Katapult“, dem Sport als nationaler Bahntrainer, Mitglied des Bahn-Komitees und Unterstützer von Sohn Dennis Smit verbunden. Außerdem betrieb er mit seiner Frau Carla ein Unternehmen für Sporttrophäen. Im Januar 2023 wurde Theo in Anerkennung seines Engagements für den Radsport das „Goldene Rad“ verliehen.
2019 wurde bei Smit Krebs diagnostiziert. Am 20. Juli 2023 starb er im Alter von 72 Jahren an dieser Krankheit.

## Erfolge

### Straße
1974
- Ronde van Noord-Holland
- eine Etappe Olympia’s Tour
- eine Etappe Internationale Friedensfahrt

1975
- zwei Etappen Tour de France
- eine Etappe Niederlande-Rundfahrt

1976
- zwei Etappen Vuelta a España
- vier Etappen Valencia-Rundfahrt

### Bahn
1976
- Niederländischer Meister – Scratch

1980
- Niederländischer Meister – Sprint

1985
- Niederländischer Meister – Keirin

## Grand Tour-Platzierungen
| Grand Tour            | 1975 | 1976 | 1977 |
| --------------------- | ---- | ---- | ---- |
| Vuelta a EspañaVuelta | DNF  | DNF  | –    |
| Giro d’ItaliaGiro     | DNF  | –    | –    |
| Tour de FranceTour    | DNF  | –    | DNF  |